# Капітолійський пагорб (Сайпан)

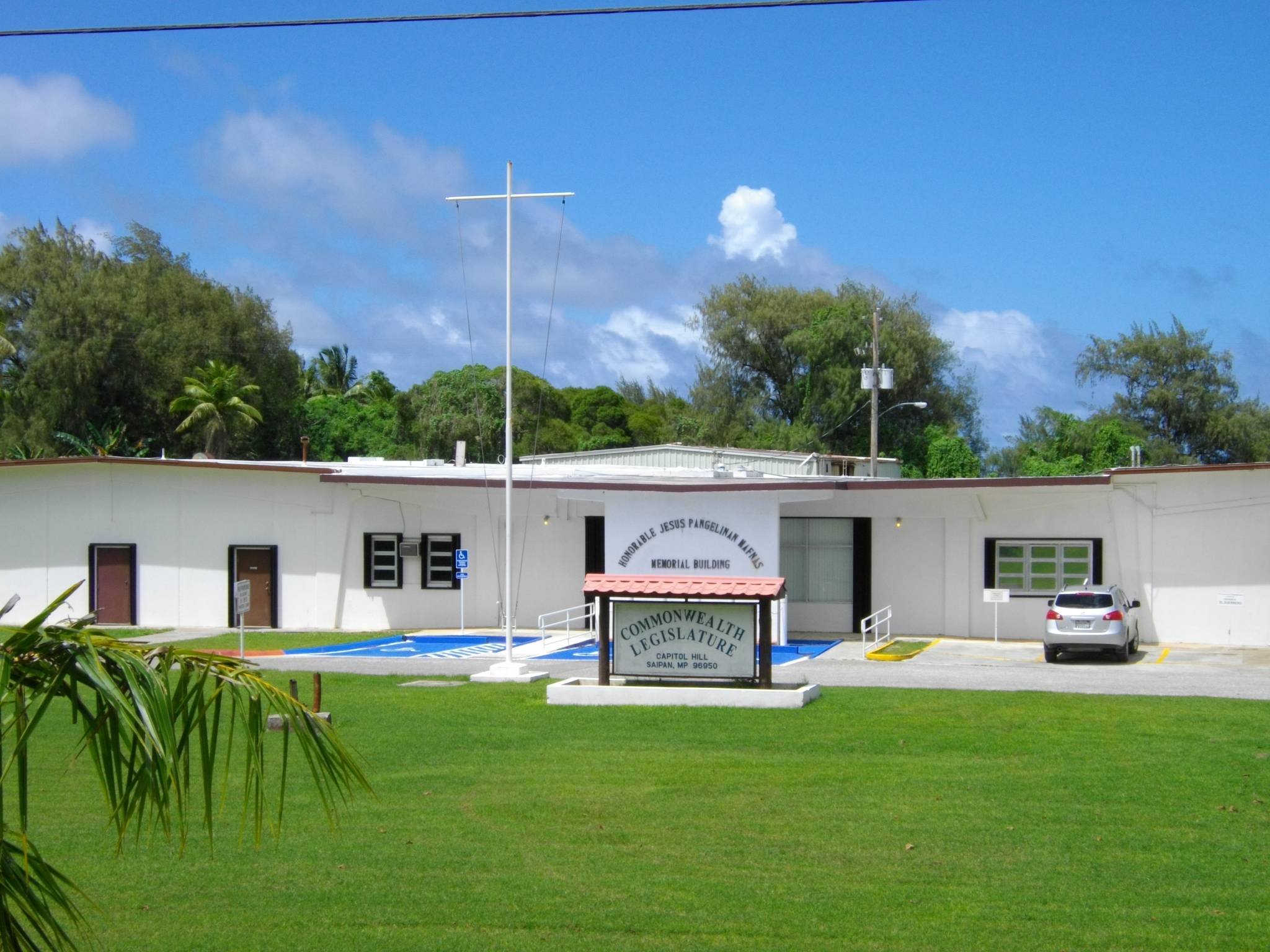
Будівля парламенту.

Капітолійський пагорб (англ. Capital Hill, раніше Army Hill) - поселення на острові Сайпан, що входить до складу Співдружності Північних Маріанських островів, залежної території США в Океанії. Населення складає близько 1000 чоловік . Поселення є адміністративним центром острова і всього володіння з 1962 року, коли територія ще перебувала в складі Підопічної території Тихоокеанські острови (таким чином, поселення було адміністративним центром всієї території). Воно розташоване на центральній дорозі острова між поселеннями Танапаг і Сан-Вісенте.
Капітолійський пагорб був побудований в 1948 році ЦРУ в якості військової бази, де велася секретна підготовка партизан для партії Гоміньдан Китайської Республіки . Зараз в поселенні розташовуються уряд, парламент Північних Маріанських островів, тоді як верховний суд та низка інших державних установ розташовані в інших поселеннях острова, зокрема, у Сусупе.

## Клімат
Місто знаходиться у зоні, котра характеризується вологим тропічним кліматом. Найтепліший місяць — червень із середньою температурою 26.8 °C (80.2 °F). Найхолодніший місяць — лютий, із середньою температурою 24.6 °С (76.3 °F).
| Клімат Капітолійського пагорба | Клімат Капітолійського пагорба | Клімат Капітолійського пагорба | Клімат Капітолійського пагорба | Клімат Капітолійського пагорба | Клімат Капітолійського пагорба | Клімат Капітолійського пагорба | Клімат Капітолійського пагорба | Клімат Капітолійського пагорба | Клімат Капітолійського пагорба | Клімат Капітолійського пагорба | Клімат Капітолійського пагорба | Клімат Капітолійського пагорба | Клімат Капітолійського пагорба |
| Показник                       | Січ.                           | Лют.                           | Бер.                           | Квіт.                          | Трав.                          | Черв.                          | Лип.                           | Серп.                          | Вер.                           | Жовт.                          | Лист.                          | Груд.                          | Рік                            |
| Середній максимум, °C          | 27,3                           | 26,5                           | 26,6                           | 28,4                           | 29,1                           | 29,4                           | 28,9                           | 28,9                           | 28,8                           | 28,7                           | 28,5                           | 27,4                           | 28,2                           |
| Середня температура, °C        | 25,2                           | 24,6                           | 24,7                           | 25,8                           | 26,6                           | 26,8                           | 26,4                           | 26,4                           | 26,3                           | 26,3                           | 26,2                           | 25,4                           | 25,9                           |
| Середній мінімум, °C           | 23                             | 22,7                           | 22,8                           | 23,3                           | 24,2                           | 24,1                           | 23,9                           | 24                             | 23,9                           | 23,8                           | 23,9                           | 23,4                           | 23,6                           |
| Норма опадів, мм               | 96.5                           | 111.8                          | 61                             | 127                            | 96.5                           | 127                            | 259.1                          | 315                            | 297.2                          | 279.4                          | 198.1                          | 149.9                          | 2118.4                         |
| Днів з опадами                 | 18                             | 17,1                           | 15,8                           | 17,3                           | 18,1                           | 21,5                           | 25,2                           | 26,3                           | 24                             | 24,4                           | 22,2                           | 20,7                           | 250,6                          |
| ------------------------------ | ------------------------------ | ------------------------------ | ------------------------------ | ------------------------------ | ------------------------------ | ------------------------------ | ------------------------------ | ------------------------------ | ------------------------------ | ------------------------------ | ------------------------------ | ------------------------------ | ------------------------------ |
| Джерело: Weatherbase           |                                |                                |                                |                                |                                |                                |                                |                                |                                |                                |                                |                                |                                |